# Lista câștigătorilor Australian Open (simplu masculin)
Australian Open se dispută pe o perioadă de două săptămâni începând cu jumătatea lunii ianuarie și începând cu anul 1987 este, cronologic, primul dintre cele patru turnee de Grand Slam din fiecare an. Evenimentul nu a avut loc în perioada 1916-1918 din cauza Primului Război Mondial, din 1941 până în 1945 din cauza celui de-Al Doilea Război Mondial și în 1986.

## Campioni

### Campionatele Australasiei

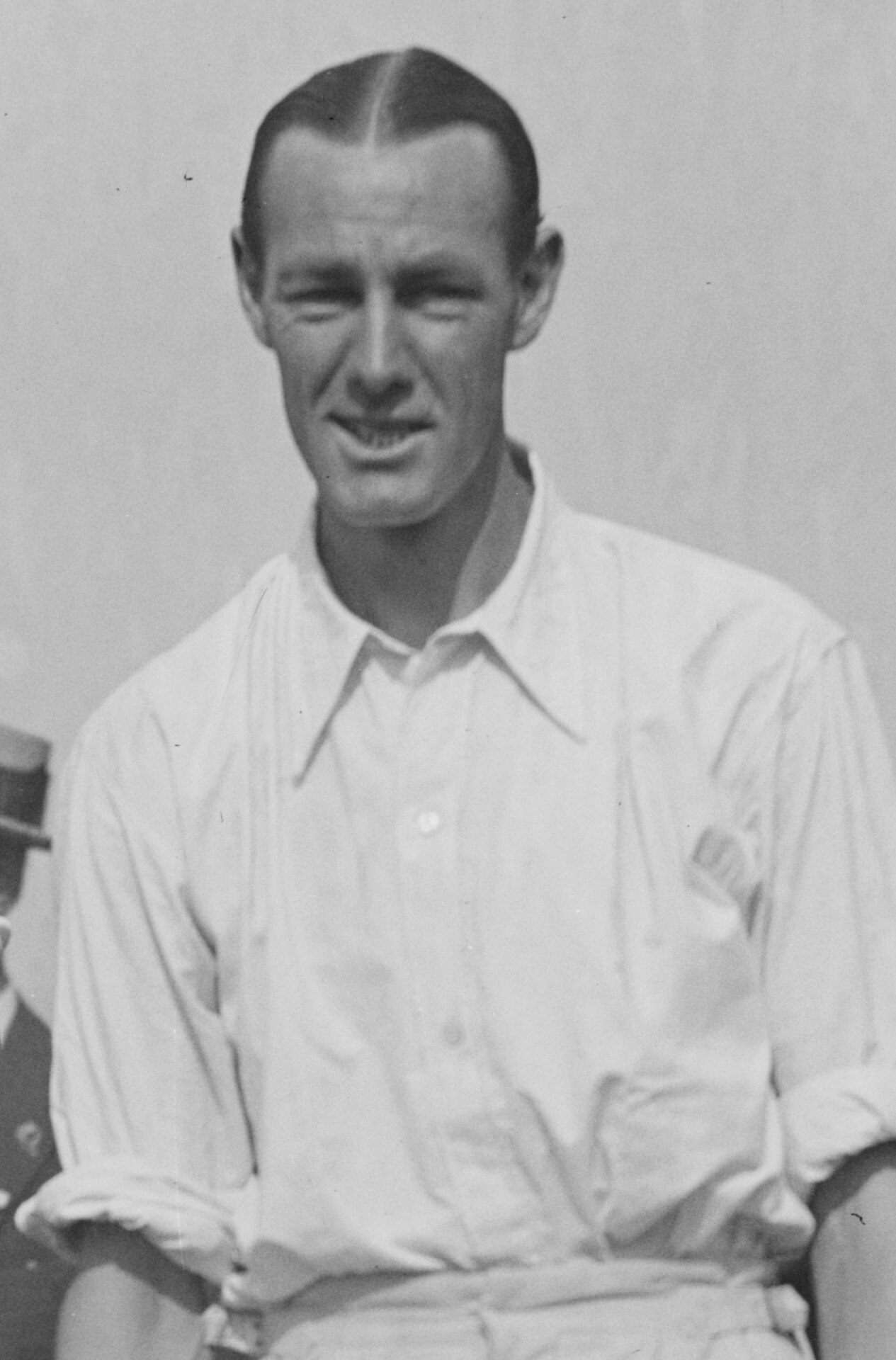
James Anderson a câștigat trei titluri în Campionatele Australasiei.

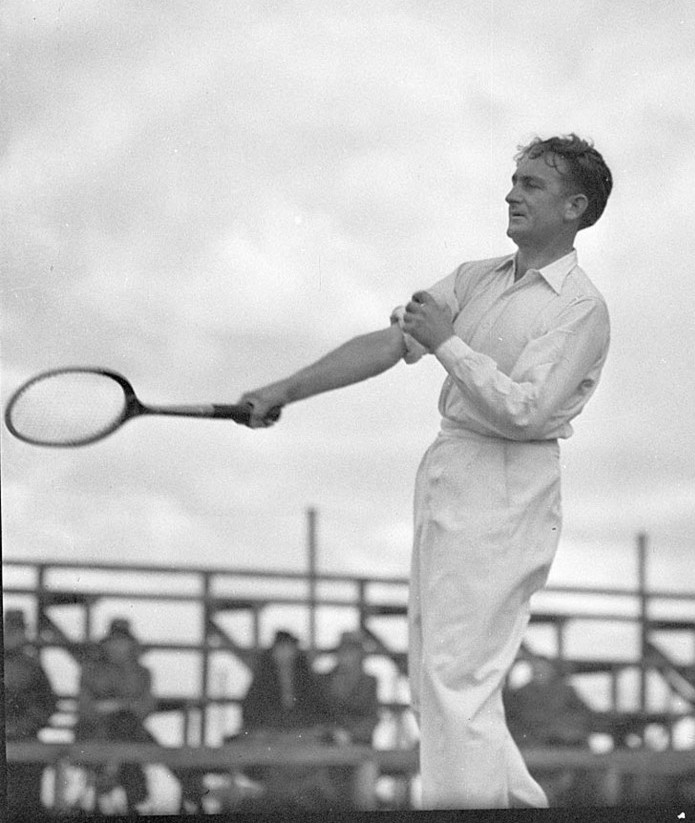
Jack Crawford a câștigat în 1931, 1932, 1933 și 1935.

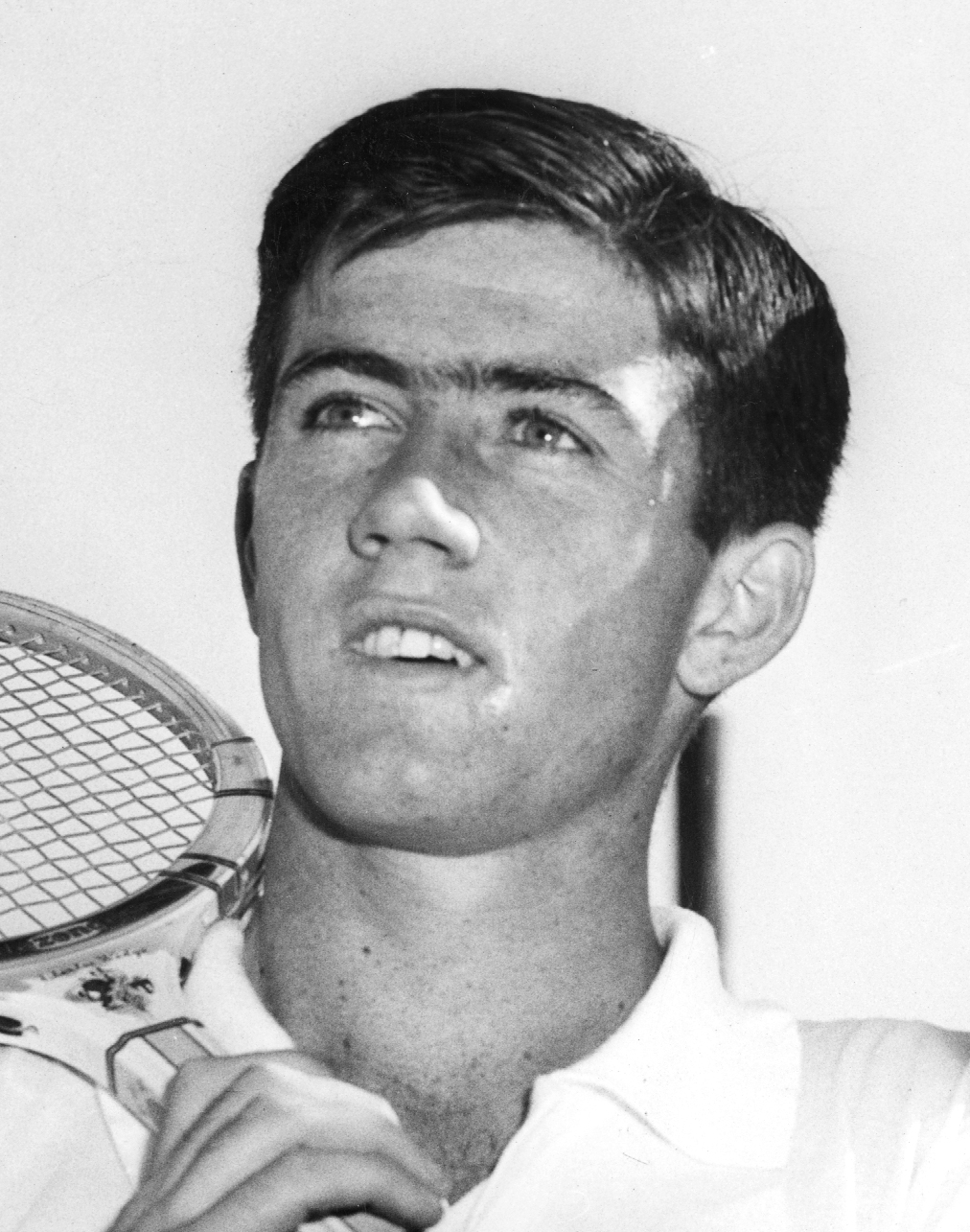
Ken Rosewall, de patru ori campion al Australian Open.

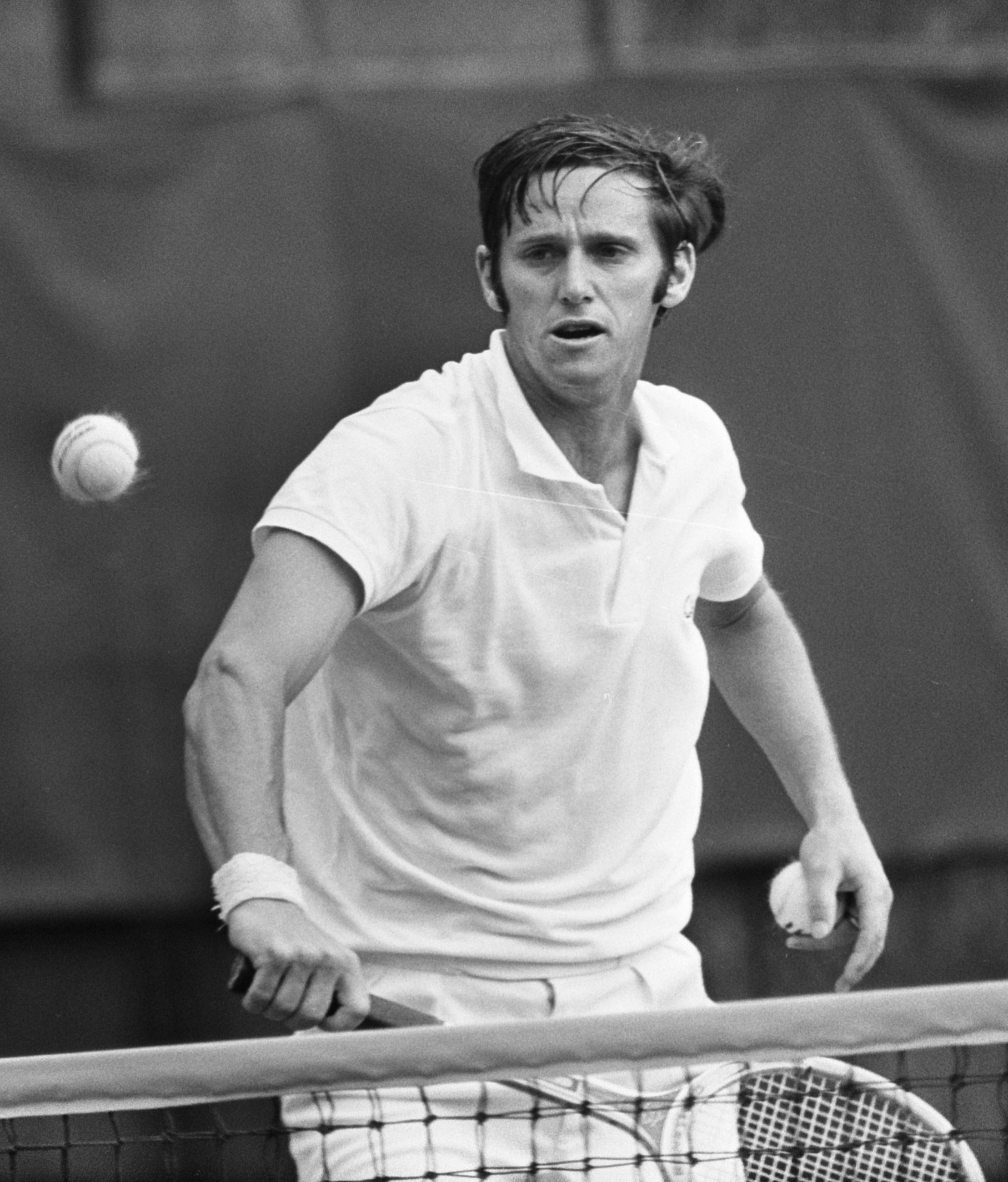
Roy Emerson a câștigat șase titluri în Campionatele Australasiei.

| 1905 | Rodney Heath                               | Arthur Curtis                              | 4-6 6-3 6-4 6-4                            |                                            |                                            |
| 1906 | Anthony Wilding                            | Francis Fisher                             | 6-0 6-4 6-4                                |                                            |                                            |
| 1907 | Horace Rice                                | Harry Parker                               | 6-3 6-4 6-4                                |                                            |                                            |
| 1908 | Fred Alexander                             | Alfred Dunlop                              | 3-6 3-6 6-0 6-2 6-3                        |                                            |                                            |
| 1909 | Anthony Wilding                            | Ernie Parker                               | 6-1 7-5 6-2                                |                                            |                                            |
| 1910 | Rodney Heath                               | Horace Rice                                | 6-4 6-3 6-2                                |                                            |                                            |
| 1911 | Norman Brookes                             | Horace Rice                                | 6-1 6-2 6-3                                |                                            |                                            |
| 1912 | James Cecil Parke                          | Alfred Beamish                             | 3-6 6-3 1-6 6-1 7-5                        |                                            |                                            |
| 1913 | Ernie Parker                               | Harry Parker                               | 2-6 6-1 6-3 6-2                            |                                            |                                            |
| 1914 | Arthur O'Hara Wood                         | Gerald Patterson                           | 6-4 6-3 5-7 6-1                            |                                            |                                            |
| 1915 | Gordon Lowe                                | Horace Rice                                | 4-6 6-1 6-1 6-4                            |                                            |                                            |
| 1916 | Fără competiție (Primul Război Mondial))   | Fără competiție (Primul Război Mondial))   | Fără competiție (Primul Război Mondial))   | Fără competiție (Primul Război Mondial))   | Fără competiție (Primul Război Mondial))   |
| 1917 | Fără competiție (Primul Război Mondial))   | Fără competiție (Primul Război Mondial))   | Fără competiție (Primul Război Mondial))   | Fără competiție (Primul Război Mondial))   | Fără competiție (Primul Război Mondial))   |
| 1918 | Fără competiție (Primul Război Mondial))   | Fără competiție (Primul Război Mondial))   | Fără competiție (Primul Război Mondial))   | Fără competiție (Primul Război Mondial))   | Fără competiție (Primul Război Mondial))   |
| 1919 | Algernon Kingscote                         | Eric Pockley                               | 6-4 6-0 6-3                                |                                            |                                            |
| 1920 | Pat O'Hara Wood                            | Ron Thomas                                 | 6-3 4-6 6-8 6-1 6-3                        |                                            |                                            |
| 1921 | Rhys Gemmell                               | Alf Hedeman                                | 7-5 6-1 6-4                                |                                            |                                            |
| 1922 | James Anderson                             | Gerald Patterson                           | 6-0 3-6 3-6 6-3 6-2                        |                                            |                                            |
| 1923 | Pat O'Hara Wood                            | Bert St John                               | 6-1 6-1 6-3                                |                                            |                                            |
| 1924 | James Anderson                             | Bob Schlesinger                            | 6-3 6-4 3-6 5-7 6-3                        |                                            |                                            |
| 1925 | James Anderson                             | Gerald Patterson                           | 11-9 2-6 6-2 6-3                           |                                            |                                            |
| 1926 | John Hawkes                                | Jim Willard                                | 6-1 6-3 6-1                                |                                            |                                            |
| 1927 | Gerald Patterson                           | John Hawkes                                | 3-6 6-4 3-6 18-16 6-3                      |                                            |                                            |
| 1928 | Jean Borotra                               | Jack Cummings                              | 6-4 6-1 4-6 5-7 6-3                        |                                            |                                            |
| 1929 | John Gregory                               | Bob Schlesinger                            | 6-2 6-2 5-7 7-5                            |                                            |                                            |
| 1930 | Gar Moon                                   | Harry Hopman                               | 6-3 6-1 6-3                                |                                            |                                            |
| 1931 | Jack Crawford                              | Harry Hopman                               | 6-4 6-2 2-6 6-1                            |                                            |                                            |
| 1932 | Jack Crawford                              | Harry Hopman                               | 4-6 6-3 3-6 6-3 6-1                        |                                            |                                            |
| 1933 | Jack Crawford                              | Keith Gledhill                             | 2-6 7-5 6-3 6-2                            |                                            |                                            |
| 1934 | Fred Perry                                 | Jack Crawford                              | 6-3 7-5 6-1                                |                                            |                                            |
| 1935 | Jack Crawford                              | Fred Perry                                 | 2-6 6-4 6-4 6-4                            |                                            |                                            |
| 1936 | Adrian Quist                               | Jack Crawford                              | 6-2 6-3 4-6 3-6 9-7                        |                                            |                                            |
| 1937 | Vivian McGrath                             | John Bromwich                              | 6-3 1-6 6-0 2-6 6-1                        |                                            |                                            |
| 1938 | Don Budge                                  | John Bromwich                              | 6-4 6-2 6-1                                |                                            |                                            |
| 1939 | John Bromwich                              | Adrian Quist                               | 6-4 6-1 6-3                                |                                            |                                            |
| 1940 | Adrian Quist                               | Jack Crawford                              | 6-3 6-1 6-2                                |                                            |                                            |
| 1941 | Fără competiție (Al Doilea Război Mondial) | Fără competiție (Al Doilea Război Mondial) | Fără competiție (Al Doilea Război Mondial) | Fără competiție (Al Doilea Război Mondial) | Fără competiție (Al Doilea Război Mondial) |
| 1942 | Fără competiție (Al Doilea Război Mondial) | Fără competiție (Al Doilea Război Mondial) | Fără competiție (Al Doilea Război Mondial) | Fără competiție (Al Doilea Război Mondial) | Fără competiție (Al Doilea Război Mondial) |
| 1943 | Fără competiție (Al Doilea Război Mondial) | Fără competiție (Al Doilea Război Mondial) | Fără competiție (Al Doilea Război Mondial) | Fără competiție (Al Doilea Război Mondial) | Fără competiție (Al Doilea Război Mondial) |
| 1944 | Fără competiție (Al Doilea Război Mondial) | Fără competiție (Al Doilea Război Mondial) | Fără competiție (Al Doilea Război Mondial) | Fără competiție (Al Doilea Război Mondial) | Fără competiție (Al Doilea Război Mondial) |
| 1945 | Fără competiție (Al Doilea Război Mondial) | Fără competiție (Al Doilea Război Mondial) | Fără competiție (Al Doilea Război Mondial) | Fără competiție (Al Doilea Război Mondial) | Fără competiție (Al Doilea Război Mondial) |
| 1946 | John Bromwich                              | Dinny Pails                                | 5-7 6-3 7-5 3-6 6-2                        |                                            |                                            |
| 1947 | Dinny Pails                                | John Bromwich                              | 4-6 6-4 3-6 7-5 8-6                        |                                            |                                            |
| 1948 | Adrian Quist                               | John Bromwich                              | 6-4 3-6 6-3 2-6 6-3                        |                                            |                                            |
| 1949 | Frank Sedgman                              | John Bromwich                              | 6-3 6-2 6-2                                |                                            |                                            |
| 1950 | Frank Sedgman                              | Ken McGregor                               | 6-3 6-4 4-6 6-1                            |                                            |                                            |
| 1951 | Dick Savitt                                | Ken McGregor                               | 6-3 2-6 6-3 6-1                            |                                            |                                            |
| 1952 | Ken McGregor                               | Frank Sedgman                              | 7-5 12-10 2-6 6-2                          |                                            |                                            |
| 1953 | Ken Rosewall                               | Mervyn Rose                                | 6-0 6-3 6-4                                |                                            |                                            |
| 1954 | Mervyn Rose                                | Rex Hartwig                                | 6-2 0-6 6-4 6-2                            |                                            |                                            |
| 1955 | Ken Rosewall                               | Lew Hoad                                   | 9-7 6-4 6-4                                |                                            |                                            |
| 1956 | Lew Hoad                                   | Ken Rosewall                               | 6-4 3-6 6-4 7-5                            |                                            |                                            |
| 1957 | Ashley Cooper                              | Neale Fraser                               | 6-3 9-11 6-4 6-2                           |                                            |                                            |
| 1958 | Ashley Cooper                              | Malcolm Anderson                           | 7-5 6-3 6-4                                |                                            |                                            |
| 1959 | Alex Olmedo                                | Neale Fraser                               | 6-1 6-2 3-6 6-3                            |                                            |                                            |
| 1960 | Rod Laver                                  | Neale Fraser                               | 5-7 3-6 6-3 8-6 8-6                        |                                            |                                            |
| 1961 | Roy Emerson                                | Rod Laver                                  | 1-6 6-3 7-5 6-4                            |                                            |                                            |
| 1962 | Rod Laver                                  | Roy Emerson                                | 8-6 0-6 6-4 6-4                            |                                            |                                            |
| 1963 | Roy Emerson                                | Ken Fletcher                               | 6-3 6-3 6-1                                |                                            |                                            |
| 1964 | Roy Emerson                                | Fred Stolle                                | 6-3 6-4 6-2                                |                                            |                                            |
| 1965 | Roy Emerson                                | Fred Stolle                                | 7-9 2-6 6-4 7-5 6-1                        |                                            |                                            |
| 1966 | Roy Emerson                                | Arthur Ashe                                | 6-4 6-8 6-2 6-3                            |                                            |                                            |
| 1967 | Roy Emerson                                | Arthur Ashe                                | 6-4 6-1 6-4                                |                                            |                                            |
| 1968 | Bill Bowrey                                | Juan Gisbert                               | 7-5 2-6 9-7 6-4                            |                                            |                                            |

### Australian Open

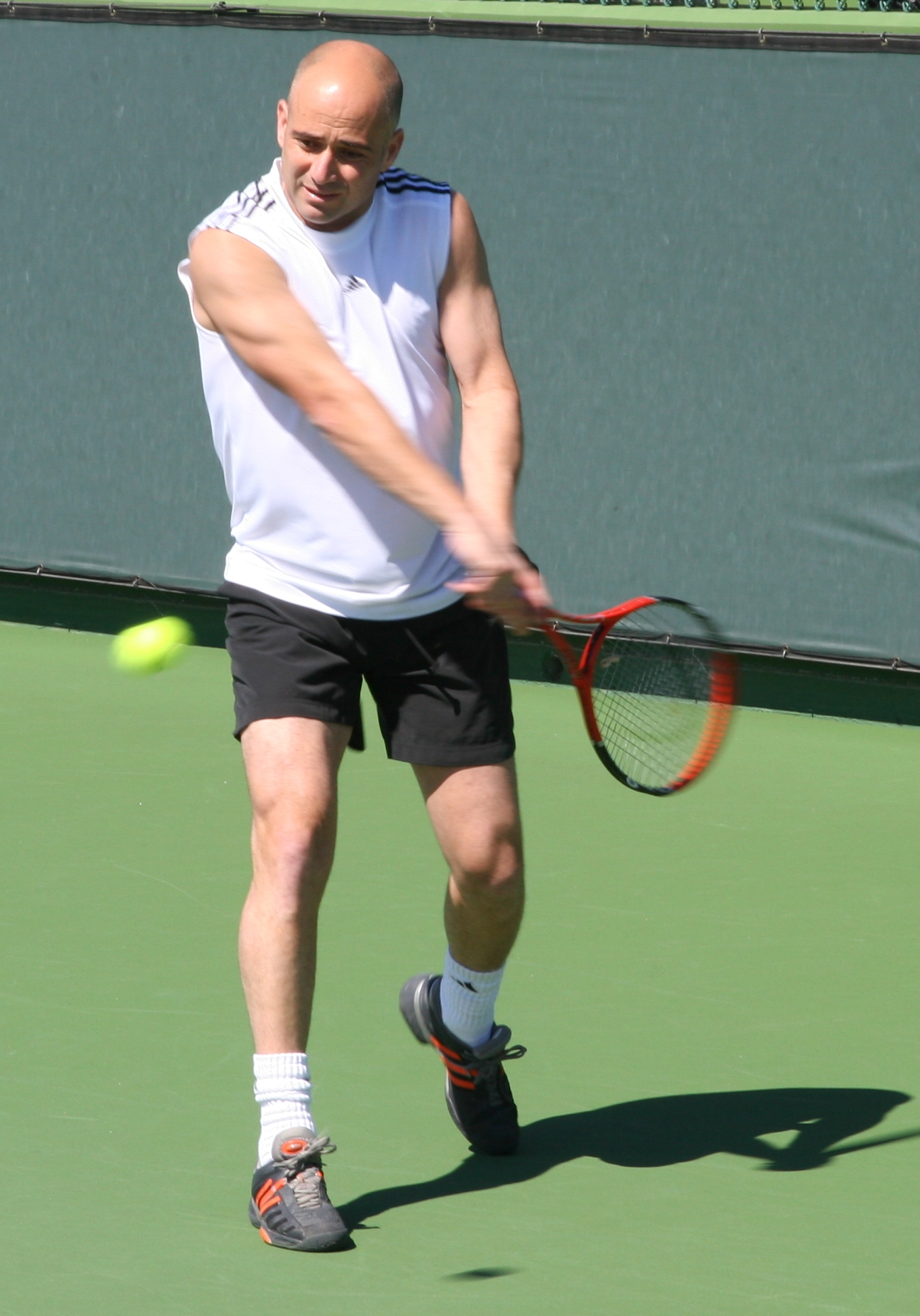
Andre Agassi a câștigat 4 titluri de simplu la Australian Open.

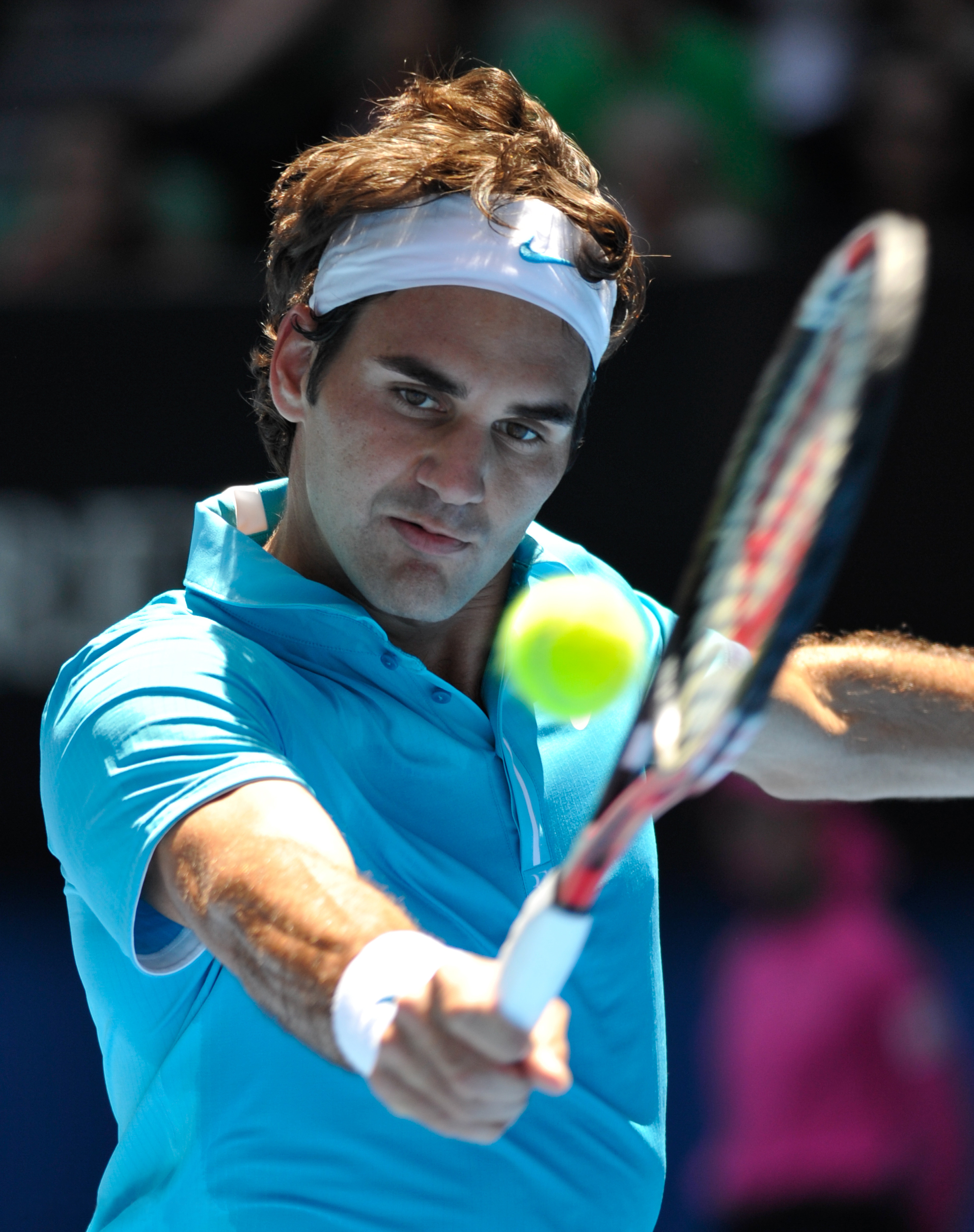
Roger Federer a câștigat 6 titluri de simplu.

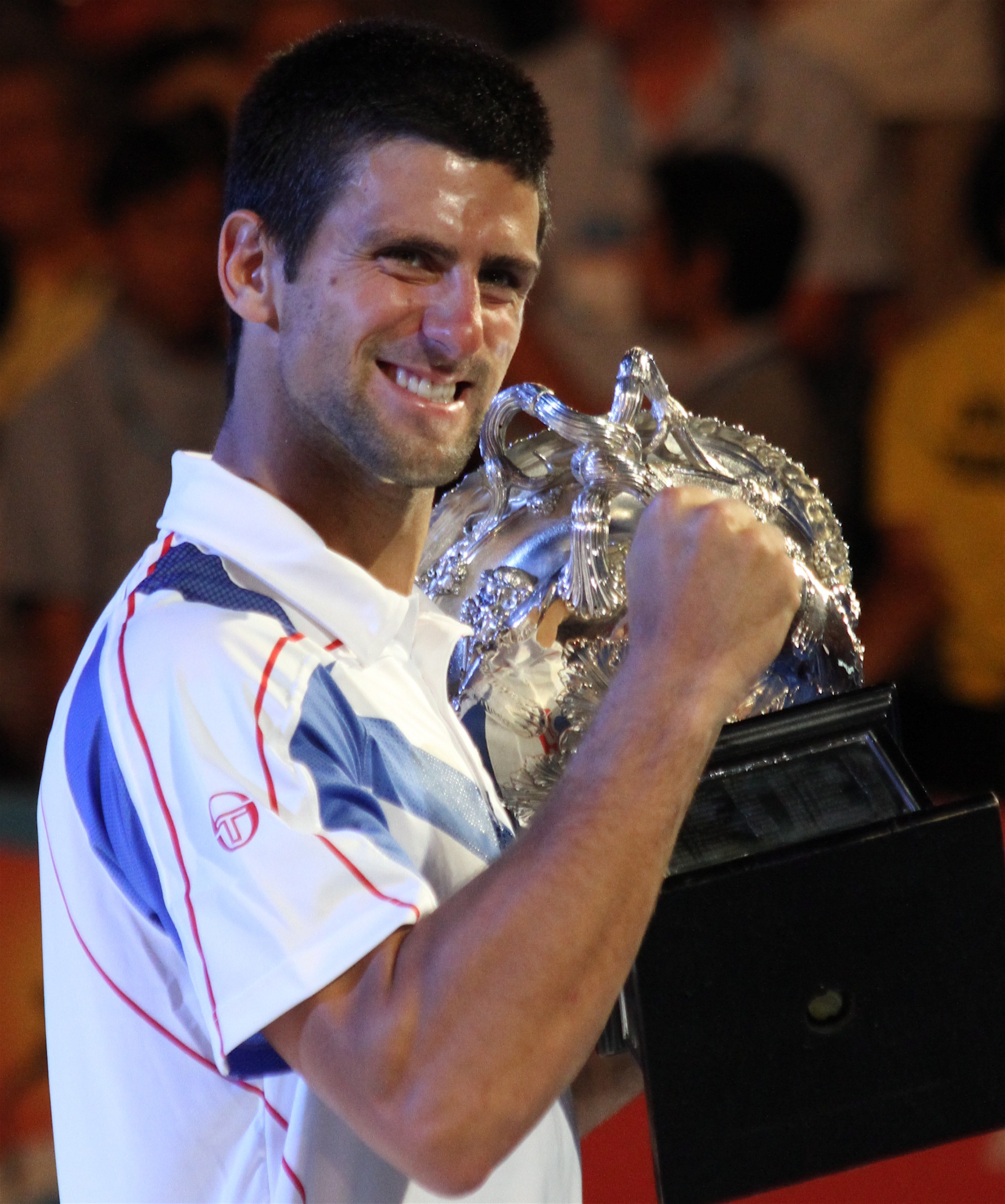
Novak Djokovic deține recordul din toate timpurile Australian Open cu 9 titluri.

| An       | Campion                                                    | Finalist                                                   | Scor                                                       |
| -------- | ---------------------------------------------------------- | ---------------------------------------------------------- | ---------------------------------------------------------- |
| 1969     | Rod Laver (3/3)                                            | Andrés Gimeno                                              | 6–3, 6–4, 7–5                                              |
| 1970     | Arthur Ashe (1/1)                                          | Dick Crealy                                                | 6–4, 9–7, 6–2                                              |
| 1971     | Ken Rosewall (3/4)                                         | Arthur Ashe                                                | 6–1, 7–5, 6–3                                              |
| 1972     | Ken Rosewall (4/4)                                         | Malcolm Anderson                                           | 7–6(7–2), 6–3, 7–5                                         |
| 1973     | John Newcombe (1/2)                                        | Onny Parun                                                 | 6–3, 6–7, 7–5, 6–1                                         |
| 1974     | Jimmy Connors (1/1)                                        | Phil Dent                                                  | 7–6(9–7), 6–4, 4–6, 6–3                                    |
| 1975     | John Newcombe (2/2)                                        | Jimmy Connors                                              | 7–5, 3–6, 6–4, 7–6(9–7)                                    |
| 1976     | Mark Edmondson (1/1)                                       | John Newcombe                                              | 6–7, 6–3, 7–6, 6–1                                         |
| ian 1977 | Roscoe Tanner (1/1)                                        | Guillermo Vilas                                            | 6–3, 6–3, 6–3                                              |
| dec 1977 | Vitas Gerulaitis (1/1)                                     | John Lloyd                                                 | 6–3, 7–6(7–4), 5–7, 3–6, 6–2                               |
| 1978     | Guillermo Vilas (1/2)                                      | John Marks                                                 | 6–4, 6–4, 3–6, 6–3                                         |
| 1979     | Guillermo Vilas (2/2)                                      | John Sadri                                                 | 7–6(7–4), 6–3, 6–2                                         |
| 1980     | Brian Teacher (1/1)                                        | Kim Warwick                                                | 7–5, 7–6(7–4), 6–3                                         |
| 1981     | Johan Kriek (1/2)                                          | Steve Denton                                               | 6–2, 7–6(7–1), 6–7(1–7), 6–4                               |
| 1982     | Johan Kriek (2/2)                                          | Steve Denton                                               | 6–3, 6–3, 6–2                                              |
| 1983     | Mats Wilander (1/3)                                        | Ivan Lendl                                                 | 6–1, 6–4, 6–4                                              |
| 1984     | Mats Wilander (2/3)                                        | Kevin Curren                                               | 6–7(5–7), 6–4, 7–6(7–3), 6–2                               |
| 1985     | Stefan Edberg(1/2)                                         | Mats Wilander                                              | 6–4, 6–3, 6–3                                              |
| 1986     | fără competiție (dată schimbată din decembrie în ianuarie) | fără competiție (dată schimbată din decembrie în ianuarie) | fără competiție (dată schimbată din decembrie în ianuarie) |
| 1987     | Stefan Edberg (2/2)                                        | Pat Cash                                                   | 6–3, 6–4, 3–6, 5–7, 6–3                                    |
| 1988     | Mats Wilander (3/3)                                        | Pat Cash                                                   | 6–3, 6–7(3–7), 3–6, 6–1, 8–6                               |
| 1989     | Ivan Lendl (1/2)                                           | Miloslav Mečíř                                             | 6–2, 6–2, 6–2                                              |
| 1990     | Ivan Lendl (2/2)                                           | Stefan Edberg                                              | 4–6, 7–6(7–3), 5–2 ret.                                    |
| 1991     | Boris Becker (1/2)                                         | Ivan Lendl                                                 | 1–6, 6–4, 6–4, 6–4                                         |
| 1992     | Jim Courier (1/2)                                          | Stefan Edberg                                              | 6–3, 3–6, 6–4, 6–2                                         |
| 1993     | Jim Courier (2/2)                                          | Stefan Edberg                                              | 6–2, 6–1, 2–6, 7–5                                         |
| 1994     | Pete Sampras (1/2)                                         | Todd Martin                                                | 7–6(7–4), 6–4, 6–4                                         |
| 1995     | Andre Agassi (1/4)                                         | Pete Sampras                                               | 4–6, 6–1, 7–6(8–6), 6–4                                    |
| 1996     | Boris Becker (2/2)                                         | Michael Chang                                              | 6–2, 6–4, 2–6, 6–2                                         |
| 1997     | Pete Sampras (2/2)                                         | Carlos Moyá                                                | 6–2, 6–3, 6–3                                              |
| 1998     | Petr Korda (1/1)                                           | Marcelo Ríos                                               | 6–2, 6–2, 6–2                                              |
| 1999     | Evgheni Kafelnikov (1/1)                                   | Thomas Enqvist                                             | 4–6, 6–0, 6–3, 7–6(7–1)                                    |
| 2000     | Andre Agassi (2/4)                                         | Evgheni Kafelnikov                                         | 3–6, 6–3, 6–2, 6–4                                         |
| 2001     | Andre Agassi (3/4)                                         | Arnaud Clément                                             | 6–4, 6–2, 6–2                                              |
| 2002     | Thomas Johansson (1/1)                                     | Marat Safin                                                | 3–6, 6–4, 6–4, 7–6(7–4)                                    |
| 2003     | Andre Agassi (4/4)                                         | Rainer Schüttler                                           | 6–2, 6–2, 6–1                                              |
| 2004     | Roger Federer (1/6)                                        | Marat Safin                                                | 7–6(7–3), 6–4, 6–2                                         |
| 2005     | Marat Safin (1/1)                                          | Lleyton Hewitt                                             | 1–6, 6–3, 6–4, 6–4                                         |
| 2006     | Roger Federer (2/6)                                        | Marcos Baghdatis                                           | 5–7, 7–5, 6–0, 6–2                                         |
| 2007     | Roger Federer (3/6)                                        | Fernando González                                          | 7–6(7–2), 6–4, 6–4                                         |
| 2008     | Novak Djokovic (1/10)                                      | Jo-Wilfried Tsonga                                         | 4–6, 6–4, 6–3, 7–6(7–2)                                    |
| 2009     | Rafael Nadal (1/2)                                         | Roger Federer                                              | 7–5, 3–6, 7–6(7–3), 3–6, 6–2                               |
| 2010     | Roger Federer (4/6)                                        | Andy Murray                                                | 6–3, 6–4, 7–6(13–11)                                       |
| 2011     | Novak Djokovic (2/10)                                      | Andy Murray                                                | 6–4, 6–2, 6–3                                              |
| 2012     | Novak Djokovic (3/10)                                      | Rafael Nadal                                               | 5–7, 6–4, 6–2, 6–7(5), 7–5                                 |
| 2013     | Novak Djokovic (4/10)                                      | Andy Murray                                                | 6–7(2–7), 7–6(7–3), 6–3, 6–2                               |
| 2014     | Stanislas Wawrinka (1/1)                                   | Rafael Nadal                                               | 6–3, 6–2, 3–6, 6–3                                         |
| 2015     | Novak Djokovic (5/10)                                      | Andy Murray                                                | 7–6(7–5), 6–7(4–7), 6–3, 6–0                               |
| 2016     | Novak Djokovic (6/10)                                      | Andy Murray                                                | 6–1, 7–5, 7–6(7–3)                                         |
| 2017     | Roger Federer (5/6)                                        | Rafael Nadal                                               | 6–4, 3–6, 6–1, 3–6, 6–3                                    |
| 2018     | Roger Federer (6/6)                                        | Marin Cilic                                                | 6–2, 6–7(5–7), 6–3, 3–6, 6–1                               |
| 2019     | Novak Djokovic (7/10)                                      | Rafael Nadal                                               | 6–3, 6–2, 6–3                                              |
| 2020     | Novak Djokovic (8/10)                                      | Dominic Thiem                                              | 6–4, 4–6, 2–6, 6–3, 6–4                                    |
| 2021     | Novak Djokovic (9/10)                                      | Daniil Medvedev                                            | 7–5, 6–2, 6–2                                              |
| 2022     | Rafael Nadal (2/2)                                         | Daniil Medvedev                                            | 2–6, 6–7(5-7), 6–4, 6–4, 7–5                               |
| 2023     | Novak Djokovic (10/10)                                     | Stefanos Tsitsipas                                         | 6–3, 7–6(7-4), 7–6(7-5)                                    |
| 2024     | Jannik Sinner (1/2)                                        | Daniil Medvedev                                            | 3–6, 3–6, 6–4, 6–4, 6–3                                    |
| 2025     | Jannik Sinner (2/2)                                        | Alexander Zverev                                           | 6–3, 7–6(7–4), 6–3                                         |

## Statistici

### Campioni multipli
| Jucător                 | Amateur Era | Open Era | Toate timpurile | Ani                                                        |
| ----------------------- | ----------- | -------- | --------------- | ---------------------------------------------------------- |
| Novak Djokovic (SRB)    | 0           | 10       | 10              | 2008, 2011, 2012, 2013, 2015, 2016, 2019, 2020, 2021, 2023 |
| Roy Emerson (AUS)       | 6           | 0        | 6               | 1961, 1963, 1964, 1965, 1966, 1967                         |
| Roger Federer (SUI)     | 0           | 6        | 6               | 2004, 2006, 2007, 2010, 2017, 2018                         |
| Jack Crawford (AUS)     | 4           | 0        | 4               | 1931, 1932, 1933, 1935                                     |
| Ken Rosewall (AUS)      | 2           | 2        | 4               | 1953, 1955, 1971, 1972                                     |
| Andre Agassi (USA)      | 0           | 4        | 4               | 1995, 2000, 2001, 2003                                     |
| James Anderson (AUS)    | 3           | 0        | 3               | 1922, 1924, 1925                                           |
| Adrian Quist (AUS)      | 3           | 0        | 3               | 1936, 1940, 1948                                           |
| Rod Laver (AUS)         | 2           | 1        | 3               | 1960, 1962, 1969                                           |
| Mats Wilander (SWE)     | 0           | 3        | 3               | 1983, 1984, 1988                                           |
| Boris Becker (GER)      | 0           | 2        | 2               | 1991, 1996                                                 |
| John Bromwich (AUS)     | 2           | 0        | 2               | 1939, 1946                                                 |
| Ashley Cooper (AUS)     | 2           | 0        | 2               | 1957, 1958                                                 |
| Jim Courier (USA)       | 0           | 2        | 2               | 1992, 1993                                                 |
| Stefan Edberg (SWE)     | 0           | 2        | 2               | 1985, 1987                                                 |
| Rodney Heath (AUS)      | 2           | 0        | 2               | 1905, 1910                                                 |
| Johan Kriek (RSA) (USA) | 0           | 2        | 2               | 1981, 1982                                                 |
| Ivan Lendl (TCH)        | 0           | 2        | 2               | 1989, 1990                                                 |
| John Newcombe (AUS)     | 0           | 2        | 2               | 1973, 1975                                                 |
| Pete Sampras (USA)      | 0           | 2        | 2               | 1994, 1997                                                 |
| Frank Sedgman (AUS)     | 2           | 0        | 2               | 1949, 1950                                                 |
| Guillermo Vilas (ARG)   | 0           | 2        | 2               | 1978, 1979                                                 |
| Anthony Wilding (NZL)   | 2           | 0        | 2               | 1906, 1909                                                 |
| Pat O'Hara Wood (AUS)   | 2           | 0        | 2               | 1920, 1923                                                 |
| Rafael Nadal (ESP)      | 0           | 2        | 2               | 2009, 2022                                                 |
| Jannik Sinner (ITA)     | 0           | 2        | 2               | 2024, 2025                                                 |

### Campioni după țară
| Țară                       | Amateur Era | Open Era | Toate timpurile | Primul titlu | Ultimul titlu |
| -------------------------- | ----------- | -------- | --------------- | ------------ | ------------- |
| Australia                  | 44          | 6        | 50              | 1905         | 1976          |
| Statele Unite ale Americii | 4           | 14       | 18              | 1908         | 2003          |
| Serbia                     | 0           | 10       | 10              | 2008         | 2023          |
| Elveția                    | 0           | 7        | 7               | 2004         | 2018          |
| Suedia                     | 0           | 6        | 6               | 1983         | 2002          |
| Regatul Unit (GBR)         | 5           | 0        | 5               | 1912         | 1934          |
| Argentina                  | 0           | 2        | 2               | 1978         | 1979          |
| Cehoslovacia               | 0           | 2        | 2               | 1989         | 1990          |
| Germania                   | 0           | 2        | 2               | 1991         | 1996          |
| Italia (ITA)               | 0           | 2        | 2               | 2024         | 2025          |
| Noua Zeelandă              | 2           | 0        | 2               | 1906         | 1909          |
| Rusia                      | 0           | 2        | 2               | 1999         | 2005          |
| Spania                     | 0           | 2        | 2               | 2009         | 2022          |
| Africa de Sud              | 0           | 1        | 1               | 1981         | 1981          |
| Cehia                      | 0           | 1        | 1               | 1998         | 1998          |
| Franța                     | 1           | 0        | 1               | 1928         | 1928          |